# Спроба державного перевороту в Перу (2022)
7 грудня 2022 року Педро Кастільйо, президент Перу намагався розпустити Конгрес перед неминучою процедурою імпічменту з боку законодавчого органу, також заявляв що він негайно запровадує комендантську годину, створює надзвичайний уряд і скликає установчі збори, але законодавці проігнорували це, назвали його дії спробою державного перевороту, і на екстреному засіданні оголосили йому імпічмент. Після цього він був затриманий.
За повідомленнями місцевих ЗМІ, він прямував до посольства Мексиці в столиці, коли його заарештували. Президент також був засуджений політиками, та не був підтриманий Збройними силами Перу. Після відставки Кастільйо члени його парії покинули уряд. 
Сам Кастільйо називав свої дії "спрямованими на відновлення верховенства права та демократії", та звинувачував уряд.
Щодо президента, за період його правління, було відкрито шість кримінальних розслідувань, його звинувачували в корупції, і два рази уряд до акту 7 грудня вже намагався оголосити Кастільйо імпічмент.
Після відсторонення та арешту президента Педро Кастільо в Перу новою президенткою стала Діна Болуарте, колишній віце-президент країни. Вона виступила в парламенті з проханням встановити політичне перемир'я. «Те, про що я прошу, – це простір, час для порятунку країни», – сказала нова президентка.

## Протести
Після становлення Діни Болуарте Президенткою Перу державу охопили масові протести. Демонстранти вимагали негайного проведення загальних виборів. Під час зіткнень було затримано понад 50 людей. Було поранено 16 цивільних та 4 поліцейських. Демонстранти паралізували роботу аеропорту Андауайлас у південній частині країни і підпалили сховище палива. За останніми офіційними даними, внаслідок цього загинув неповнолітній учасник протестів, ще п'ятеро людей постраждали. 